# Carl Schorske
Carl Emil Schorske (né le 15 mars 1915 dans le Bronx à New York et mort le 13 septembre 2015, à East Windsor Township) est un historien américain de la culture et professeur émérite de l'université de Princeton.

## Biographie
Carl Schorske soutient sa thèse à l'université Harvard. Il enseigne à l'université Wesleyenne dans les années 1950, l'université de Californie à Berkeley dans les années 1960 et à l'université de Princeton des années 1970 jusqu'à sa retraite au début des années 1980.
Il remporte en 1981 le prix Pulitzer de l'essai pour son livre Vienne fin de siècle, qui reste un ouvrage de référence sur l'histoire intellectuelle de l'Europe. De Vienne et d'ailleurs paru en France en 2000 est un recueil d'articles consacrés aux figures culturelles de la modernité, qui tente de donner une définition du concept en étudiant ses avatars dans différents domaines artistiques (l'architecture avec Adolf Loos, la musique avec Gustav Mahler, la peinture avec la Sécession viennoise, la sculpture) ou scientifiques (la psychanalyse naissante, la philosophie ou la physique). La modernité est essentiellement pensée comme une volonté de rompre de manière définitive avec la tradition. Schorske se refuse cependant à autonomiser l'émergence de cette ligne moderniste de l'évolution globale de la société autrichienne, et en particulier du développement du capitalisme industriel et des mouvements politiques de masse.
En 2004, il reçoit le Ludwig Wittgenstein-Preis de l'Österreichische Forschungsgemeinschaft.

## Œuvres
- Vienne fin de siècle, (1980), Paris, Le Seuil, 1983,  (ISBN 978-2-7578-6205-6). rééd. 2017
- De Vienne et d'ailleurs. Figures culturelles de la modernité , Paris, Fayard, 2000, trad. Sylvette Gleize, 316 p.,   (ISBN 2-213-60573-4).